# چرخه تجزیه هم
چرخه تجزیه یا کاتابولیسم هم (به انگلیسی: heme catabolism) در بدن به دلایل زیادی مهم است و در بیماریهای مختلفی نقش دارد. در بدن گلبولهای قرمز پس از طی عمر خود در طحال توسط ماکروفاژهای طحالی تخریب می‌شوند. هموگلوبین موجود در گلبولهای قرمز پس از تخریب به یک هم و اسید آمینه تجزیه می‌شود. حلقه هم نیز تجزیه شده و تبدیل به یک مولکول بیلی وردین و یک مولکول CO می‌شود. بیلی وردین ایجاد شده توسط آنزیم بیلی وردین ردوکتاز تبدیل به بیلی روبین می‌شود. این بیلیروبین بیلی روبین غیر کونژوگه بوده و در آب نامحلول می‌باشد لذا در ادرار و صفرا دفع نمی‌شود ولی محلول در چربی بوده لذا از سد خونی-مغزی و جفت عبور می‌کند (آسیب به مغز و جنین). بیلی روبین غیر کونژوگه در خون به آلبومین متصل شده و توسط آن به سمت کبد انتقال میابد. قبل از ورود به کبد بیلی روبین از آلبومین جدا شده و وارد سلولهای کبدی می‌گردد. در داخل سلولهای کبدی نیز به ۲ پروتئین Y , Z متصل شده و به داخل سلولهای کبدی انتقال می‌یابد تا در نهایت توسط آنزیم UDP گلوکورونیل ترانسفراز با ۲ مولکول اسید گلوکورونیک پیوند برقرار کرده و تبدیل به بیلی روبین کنژوگه می‌شود. بیلی روبین کنژوگه محلول در آب بوده و در حالت سلامت به مقدار بسیار ناچیز( حدود ۲) در خون وجود دارد. بیلی روبین بعد از کونژوگاسیون وارد صفرا شده و از آنجا وارد روده باریک می‌شود. قسمتی از بیلیروبین کنژوگه تحت اثرآنزیم گلوکورونیداز به حالت غیر کنژوگه و در نهایت به اوروبیلینوژن (بی رنگ) تبدیل می‌شود. قسمتی از آن بازجذب شده و به صورت اوروبیلین از طریق ادرار دفع می‌شود و قسمتی از اوروبیلینوژن نیز وارد روده بزرگ شده و به استرکوبیلینوژن تبدیل می‌شود و در نهایت به صورت استرکوبیلین از طریق مدفوع دفع می‌شود و باعث ایجاد رنگ قهوه‌ای در مدفوع می‌شود. بیلی روبین در حالت سلامت در ادرار به میزان بسیار کم وجود دارد.